# Hugo Strauß (Ruderer)
Hugo Strauß (* 25. Juni 1907 in Mannheim; † 1. November 1941 in Golodajewa, Oblast Swerdlowsk) war ein deutscher Ruderer, der mit dem Zweier ohne Steuermann 1936 Olympiasieger wurde.
Hugo Strauß wurde zusammen mit Willi Eichhorn 1935 Zweiter bei der deutschen Meisterschaft. Im Jahr darauf konnten die beiden Ruderer vom Mannheimer Ruder-Club von 1875 den Titel gewinnen und sich damit für die Olympischen Spiele 1936 qualifizieren. Dort ruderten sich die beiden mit einem Sieg im dritten Vorlauf direkt in das Finale. Im Finale siegten sie mit drei Sekunden Vorsprung auf das Boot aus Dänemark. 1938 belegten die beiden Mannheimer noch einmal den zweiten Platz bei der deutschen Meisterschaft.
Auf Strauß’ Initiative wurde ab 1936 im Mannheimer RC eine Rollschuhabteilung aufgebaut. Daraus entstand 1938 der Mannheimer Eis- und Rollsport-Club, zu dessen erstem Vorsitzenden Strauß gewählt wurde.
Er trat 1933 der SS bei und erreichte 1936 den Rang eines Untersturmführers (SS-Nummer 104.729). Zum 1. Mai 1937 trat er der NSDAP bei (Mitgliedsnummer 4.463.651). 1939 war er Angehöriger der SS-Totenkopf-Standarte „Thüringen“. Er fiel 1941 an der Ostfront.